# Síndrome XYYYY
A síndrome XYYYY, também conhecida como 49,XYYYY, é uma anomalia cromossômica excepcionalmente rara em que um homem tem três cópias adicionais do cromossomo Y. Apenas sete casos não-mosaico da variação foram registrados na literatura médica, assim como cinco casos mosaico, dos quais dois havia mais células 48,XYYY do que 49,XYYYY. Devido à extrema raridade da variação, pouco se sabe sobre ela, e o fenótipo parece ser variável.

## Fenótipo
A síndrome XYYYY está associada a anomalias esqueléticas e de desenvolvimento, que também são observadas em outras aneuploidias de cromossomos sexuais. Os achados associados ao cariótipo incluem hipertelorismo (olhos bem separados), orelhas de implantação baixa, sinostose radioulnar (fusão dos ossos longos no antebraço) e clinodactilia (dedos mínimos encurvados). A deficiência intelectual foi observada em todos os casos com idade suficiente para o teste e está na faixa de leve a moderada. Embora outras variações da polissomia do cromossomo Y estejam associados à alta estatura, isso não parece ser verdade na síndrome XYYYY, com alturas registradas variando do 10º ao 97º percentil. Acredita-se que o autismo e o transtorno de déficit de atenção e hiperatividade estejam ambos associados à síndrome. A genitália externa é normal, mas a insuficiência testicular parece se desenvolver durante a infância e levar à azoospermia adulta.

## História e epidemiologia
A síndrome XYYYY não-mosaico foi registrada pela primeira vez em 1981 em um menino de 14 meses, embora um caso de mosaico com células mistas de 49,XYYYY e 45,X0 tenha sido registrado em 1968. Este caso foi acompanhado aos sete anos de idade, proporcionando o único acompanhamento a longo prazo conhecido da doença. Apenas dois adultos com síndrome XYYYY foram descritos. A prevalência da doença é estimada em menos de 1 em 1.000.000.